# Ahasvers Brautfahrt
Ahasvers Brautfahrt ist eine Erzählung von Matthias Blank aus dem Jahre 1908. Sie wurde erstmals in der Zeitschrift Bibliothek der Unterhaltung und des Wissens von Hermann Schönlein abgedruckt. Die Erzählung handelt vom Besuch des mysteriösen Olaf Güldenstjerna auf dem Schloss Karrstein im ausgehenden 17. Jahrhundert.

## Inhalt

### Die Burg Karrstein im Jahre 1684
In einer kalten Dezembernacht des Jahres 1684 hat der alte Burgherr von Karrstein, Ottmar von Löwengaard, seine engsten Freunde und Bekannten um sich versammelt. Grund der Zusammenkunft ist die bevorstehende Hochzeit zweier seiner engeren Bekannten. Während der auf Karrstein bereits eingetroffene Bräutigam mitsamt seinem Gefolge auf die Ankunft seiner Braut wartet, sitzen alle gemeinsam am Kaminofen und erzählen sich Geschichten.
Um die Wartezeit bis zum Eintreffen der Braut zu verkürzen, bittet ein umstehender Gast Ottmar von Löwengaard, die Geschichte seiner Schwester Susanne zu erzählen, die unmittelbar nach ihrer Hochzeit mit einem mysteriösen Fremden ganz unerwartet und plötzlich verstorben sei. Zunächst weigert sich Löwengaard, willigt schließlich aber doch ein, die Geschichte zu erzählen.

### Die Geschichte der Susanne von Löwengaard
Nach einer anfänglichen Darstellung von Susannes fröhlichem und stets neugierigem Wesen berichtet der alte Burgherr den Umsitzenden zunächst von Susannes unglaublicher Schönheit. Trotz der Aufmerksamkeit, die sie aufgrund ihres Aussehens bei den Männern des Adels erregt habe, hätte sie eine Heirat jedoch aufgrund ihres Wunsches nach Ungebundenheit stets abgelehnt. Jedem Werbeversuch habe sie stets eine Absage erteilt und selbst den hartnäckigsten ihrer Verehrer, Willfried von Hassenbach, abgewiesen. Die zunehmende Verzweiflung Ottmars und seines Vertrauten Ossenbrunners über den Unwillen Susannes, sich einen Gemahl zu suchen, habe dabei stetig zugenommen.
Während eines erneuten Streitgesprächs zwischen Susanne und Ossenbrunner entgegnet sie schließlich auf die Frage, ob sie bald zur Vermählung mit einem ihrer Freier bereit sei, sie würde so lange warten, bis der Ewige Jude selbst um ihre Hand anhalten würde. Sowohl Ottmar wie auch Ossenbrunner kommt hierauf die alte Sage von Ahasver in den Sinn, wobei Ottmar sie ins Reich der Märchen verbannt:
„Ich hielt mich schon für zu aufgeklärt, um an die Wahrheit solcher Legenden zu glauben, und gab dies auch deutlich zu verstehen.“
Schnell wechselt das Thema auf die Frage nach dem Wahrheitsgehalt der Ahasver-Legende, wobei Ossenbrunner auch vom Ursprung der Legende zu erzählen weiß und hierbei stark auf die Legende von Cartaphilus rekurriert. Die unheimliche Geschichte des Ewigen Juden, der nicht sterben könne und sein Leben stets nach sechzig Jahren durch die Wahl einer Jungfrau verlängern müsse, lässt die Umstehenden letztlich mit einem gewissen Schaudern zurück.

### Der Traum von Ahasver
Der Winter zieht ins Land und schließlich beginnt auf Burg Karrstein der Frühling. Die Geschichte um den Ewigen Juden ist bereits vollständig aus den Köpfen der Schlossbewohner verschwunden, als Susanne eines Morgens völlig entkräftet auf Ottmar trifft, der sich im Hof der Burg aufhält. Sie berichtet ihrem Bruder von einem Traum, in dem sie auf den Ewigen Juden getroffen sei und dieser um ihre Hand angehalten habe. Dieser Traum von „Ahasvers Brautfahrten“ habe sie derart in Angst und Schrecken versetzt, dass sie ihrem Bruder ausführlich hiervon berichtet. Auf die Frage, wie der Ahasver in ihrem Traum ausgesehen habe, zeichnet Susanne schließlich ein gänzlich anderes Bild als das des bekannten jüdischen Greises.
„Er war kein alter Mann mit langem, grauem Barte, wie er stets abgebildet wird; er sah eher jung aus, hatte aber ein Gesicht so weiß wie gebleichtes Linnen, und in seinen schwarzen Augen lag eine unstillbare, rastlose Sehnsucht; die Augen waren es, die ich nie vergessen werde.“
Letztlich beschließen die Geschwister, nicht mehr von Ahasver zu sprechen und vergessen den Vorfall.

### Olaf Güldenstjernas Besuch zu Pfingsten
Kurz vor Pfingsten trifft erneut Willfried von Hassenbach auf Karrstein ein, um ein weiteres Mal um die Hand Susannes zu werben. In seinem Gefolge reist ein seltsamer Fremder – Olaf Güldenstjerna – der sich als Bekannter des Werbenden vorstellt und ebenfalls mit nach Karrstein gekommen ist. Beim ersten Aufeinandertreffen zwischen Güldenstjerna und Susanne erkennt diese in dem Fremden sofort den Mann aus ihrem Traum wieder und zieht sich voller Angst in ihre Gemächer zurück.
Ottmar von Löwengaard muss zunächst die Erzählung unterbrechen, da es unter den Zuhörern nun zu einem lebhaften Disput über die Wahrheit der Ahasver-Figur kommt. Dabei stellen sich die Meinungen darüber, ob mit der Figur nun eine fantastische Gestalt oder ein real existierender Mensch gemeint sei, als überaus verschieden dar. Während die einen die reale Existenz des Ewigen Juden vehement bestreiten, besteht Insbesondere ein junges Mädchen namens Vorwitz hartnäckig auf dem Wahrheitsgehalt der Legende. Letztlich lassen sich alle Umstehenden, außer Ottmar von Löwengaard selbst, vom Wahrheitsgehalt des Ahasvermythos überzeugen.
Löwengaard setzt seine Erzählung schließlich fort und berichtet von seinen Versuchen, Güldenstjerna zunächst auf Karrstein zu dulden und den alten Aberglauben an den Ewigen Juden abzulegen. Während des Aufenthalts des jungen Fremden auf Karrstein fallen dem Burgherrn aber zunehmend Dinge an Güldenstjerna auf, die ihn als übermenschlich charakterisieren: So berichtet Güldenstjerna während die Burgbewohner zu Tisch sitzen, des Öfteren lebhaft über die verstecktesten Winkel der Welt, kennt die Wege in Karrstein und in der näheren Umgebung in- und auswendig und gewinnt sogar das Wettschießen in dem für ihn eigentlich unbekannten Teufelsmoor.
Eine nächtliche Unterhaltung mit der Burgwache Menrad verwirrt Ottmar von Löwengaard zusätzlich die Sinne. Menrad gibt an, Güldenstjerna wiederholt des Nachts nicht in seinem Zimmer, sondern im Hofe der Burg gesehen zu haben, wobei er unruhig umhergelaufen sei, gestöhnt und wahrscheinlich mehrere Nächte hintereinander nicht geschlafen habe.

### Die Unterredung mit Willfried von Hassenbach und Ossenbacher
Um Näheres über Güldenstjerna zu erfahren, beschließt Ottmar von Löwengaard das Gespräch mit von Hassenbach zu suchen. Dieser weiß von seinem Mitreisenden außer seiner außergewöhnlichen Fähigkeiten jedoch auch nichts näheres zu berichten. Trotz der zunehmenden Furcht des Burgherrn vor dem mysteriösen Fremden verlaufen die folgenden Wochen ohne besondere Vorkommnisse. Auf Karrstein findet ein Tanzfest statt, dem unter anderem zahlreiche adlige Familien aus dem Umland beiwohnen und auch Susanne und Güldenstjerna tanzen gemeinsam. Da die Befürchtungen Ottmar von Löwengaard jedoch nicht loslassen, sucht er nach dem Fest ebenfalls das Gespräch mit Ossenbacher über Güldenstjerna. Dieser zeigt sich von den Kenntnissen und Fähigkeiten des Fremden jedoch rückhaltlos begeistert und kann das Unbehagen des Burgherrn in keinster Weise nachvollziehen.
Auch Susanne hat inzwischen ihre Scheu vor Güldenstjerna verloren und befindet sich nun des Öfteren in seiner Gesellschaft. Während einer weiteren ruhelosen Nacht beschließt Ottmar, den mysteriösen Fremden gemeinsam mit Menrad zu verfolgen und folgt ihm in den Burggarten, wo Güldenstjerna jedoch auf unheimliche Weise spurlos verschwindet. Um der Nähe zwischen Güldenstjerna und seiner Schwester ein Ende zu setzen, gibt der Burgherr schließlich dem Werben Willfried von Hassenbachs nach und gestattet ihm seine Vermählung mit Susanne. Bei der bevorstehenden Verkündung der Verbindung der beiden ist Susanne jedoch nicht anwesend. Sie hat Karrstein in unbekannte Richtung verlassen.

### Das Liebesgeständnis
Als Susanne schließlich nach Karrstein zurückkehrt, offenbart sie ihrem Bruder ihre Liebe für Güldenstjerna und nimmt sich fest vor, diesen zu heiraten. Während die Zuhörer in der Gegenwart des Jahres 1684 bereits versuchen das Ende der Geschichte zu prognostizieren, versucht Löwengaard noch einmal, den Umstehenden sein Unbehagen angesichts der Person Güldenstjernas zu erläutern und betont hierbei vor allem sein gespenstisches Wesen:
„Nichts bestimmtes hatte der Burgherr von diesem berichtet, kein klares Bild von ihm gegeben, er war fast in den Hintergrund getreten, und nur die Mitteilungen und Andeutungen dritter hatten die Gestalt des Fremden gebildet. (...) Olaf Güldenstjerna war wie ein drohendes Gespenst, das man scheu in jedem Winkel fürchtet, das aber doch nicht sichtbar ist.“
Ottmar selbst berichtet hierauf den Umstehenden, wie sehr er versucht habe, Susanne von einer Verbindung mit Güldenstjerna abzuraten. Diese habe jedoch auf einer Heirat bestanden und es letztlich mit rationalen Argumenten geschafft, ihren Bruder von der Unbedenklichkeit einer Zukunft mit dem geheimnisvollen Mann zu überzeugen. Während Susanne im Anschluss an ihr Liebesgeständnis ihren Bruder darum bittet, Güldenstjerna und von Hassenbach bis zur gemeinsamen Hochzeit auf Burg Karrstein zu behalten, beginnt Ottmar von Löwengaard jedoch, mit dem Gedanken an eine Verbannung Güldenstjernas von Karrstein zu spielen und teilt diese Idee auch Willfried von Hassenbach mit.
Nach langer Unterhaltung beschließt Willfried von Hassenbach schließlich gemeinsam mit Güldenstjerna das Gut Karrstein zu verlassen und abzureisen.

### Das Fieber
Nachdem Ottmar von Löwengaard auch Ossenbacher und Menrad von der Abreise unterrichtet hat, verlassen Güldenstjerna und von Hassenbach am nächsten Morgen die Burg. Menrad ist schließlich fest überzeugt, dass es sich bei Güldenstjerna tatsächlich um den Ewigen Juden gehandelt haben müsse. Als der Burgherr schließlich auch Susanne von der Abreise der beiden Besucher erzählt, kommt es zwischen den Geschwistern zum Streit. Nach einiger Zeit entwickelt Susanne schließlich ein unerklärliches Fieber, das auch von einem hinzugezogenen Arzt nicht kuriert werden kann. In Angesicht des drohenden Fiebertodes seiner Schwester macht sich Ottmar auf, Güldenstjerna wiederzufinden, doch trotz einer langen Reise, die ihn sogar bis nach Brüssel und Amsterdam führt, ist der mysteriöse zukünftige Gemahl nicht aufzufinden.
Auf unerklärliche Weise ist Susanne bei der Wiederankunft Ottmars plötzlich wieder genesen. Auf die Frage hin, welches Wunder für ihre Heilung verantwortlich sei, entgegnet Susanne schließlich, Güldenstjerna habe sie des Nachts zweimal heimlich aufgesucht, doch niemand von der Burggesellschaft hatte ihn in den vorausgegangenen Nächten bemerkt. Als Ottmar hierauf den Arzt befragt, weiß auch der keine Erklärung für die plötzliche Gesundung seiner Patientin. Um das Leben seiner Schwester nicht erneut zu gefährden, stimmt der Burgherr letztlich Susannes Bitten nach einer Heirat mit dem immer noch abwesenden Güldenstjerna zu.
In einem Brautkleid gebettet, wartet sie des Nachts schließlich auf ihren Verehrer. Ottmar begibt sich schließlich in der geplanten Hochzeitsnacht mit geladener Waffe ins Zimmer seiner Schwester, bewusst mit dem Gedanken spielend, Güldenstjerna zu töten, sollte er sich seiner Schwester nähern. Letztlich wird er jedoch von einer unbeschreibbaren Macht noch im Zimmer seiner Schwester zu Boden gerissen und schießt darauf wie im Wahn wild um sich. Am nächsten Morgen findet man die leblose und erkaltete Leiche Susannes in ihrem Bett vor.

## Deutung
Anders als in anderen Erzählungen über den Ewigen Juden taucht die Figur selbst im Werk Matthias Blanks nicht auf. Stattdessen wird dem Leser eine Variante des Ahasver, eine Art Neuer Ahasver, vorgestellt, wie sie u. a. auch durch die Figur Heinrich Wolff in Fritz Mauthners Roman Der neue Ahasver (1882) verkörpert wird. Güldenstjerna ist ein junger, gepflegter Mann, spricht jedoch zu keinem Zeitpunkt in der Erzählung von seiner eigenen Identität, Herkunft oder seinen Ambitionen. Wie die Figur Vorwitz in einer der Abschnitte der Rahmenhandlung feststellt, ist die Figur Olaf Güldenstjernas keine Figur im Sinne der klassischen Figurentheorie mehr.

## Olaf Güldenstjerna und der Ewige Jude
Gemäß Avram Andrei Băleanú besitzt die Figur Güldenstjernas bei Blank eher die Züge eines Vampirs als eines Ewigen Juden. Charakteristisch für diese Deutung seien vor allem das Erscheinungsbild (aschfahle Haut, jugendliches Aussehen, regungslose Mimik) und die Zeichen des Todes (kalte Hände, starrer Blick), die Güldenstjerna von den umstehenden Figuren zugeordnet werden. Gleichwohl verweisen insbesondere die Rastlosigkeit, die Unsterblichkeit und die vermeintlich lange Lebensdauer Güldenstjernas eher auf den Ewigen Juden als Vorbild für die Figur.